# Tartu (contratorpedeiro de 1931)
O Tartu foi um contratorpedeiro operado pela Marinha Nacional Francesa e a segunda embarcação da Classe Vauquelin, depois do Vauquelin e seguido pelo Kersaint, Maillé Brézé, Cassard e Chevalier Paul. Sua construção começou em setembro de 1930 no Ateliers et Chantiers de la Loire e foi lançado ao mar em dezembro de 1931, sendo comissionado em outubro do ano seguinte. Era armado com cinco canhões de 138 milímetros e sete tubos de torpedo de 550 milímetros, tinha um deslocamento carregado de três mil toneladas e alcançava uma velocidade máxima de 36 nós.
O Tartu passou a maior parte de sua carreira no Mar Mediterrâneo, tendo sido um dos navios que ajudou a aplicar o acordo de não intervenção durante a Guerra Civil Espanhola. A Segunda Guerra Mundial começou em setembro de 1939 e contratorpedeiro brevemente deu apoio para a Campanha da Noruega entre abril e maio do ano seguinte. A França foi derrotada no final de junho e o navio pouco fez depois disto, sendo deliberadamente afundado em 27 de novembro de 1942 em Toulon para que não fosse tomado pelos alemãs. Seus destroços só foram ser desmontados em 1956.